# Schizothecium fimicola
Schizothecium fimicola är en svampart som beskrevs av Corda 1838. Schizothecium fimicola ingår i släktet Schizothecium och familjen Lasiosphaeriaceae.   Inga underarter finns listade i Catalogue of Life.